# Kamil Zapolnik
Kamil Zapolnik (ur. 9 września 1992 w Białymstoku) – polski piłkarz, występujący na pozycji napastnika, od 2024 w polskim klubie Bruk-Bet Termalica Nieciecza.

## Życiorys

### Kariera klubowa
Jest wychowankiem polskiego klubu Włókniarza Białystok. W sezonie 2008/2009 dołączył do juniorskiej drużyny MOSP Jagiellonia Białystok, a rok później trafił do Jagiellonii Białystok, którą reprezentował przez 4 lata. W roku 2012 został wypożyczony do Olimpii Zambrów. W roku 2014 w rundzie wiosennej dołączył do zespołu Wigry Suwałki. W sezonie 2015/2016 powrócił na rok do Olimpii Zambrów. Od rundy wiosennej 2015 roku reprezentował Wigry Suwałki przez 2 lata. 
W roku 2017 przeszedł do GKS-u Tychy, a 2 lata później dołączył do zespołu Górnika Zabrze. Następnie był zawodnikiem Miedzi Legnica, a od 2023 Puszczy Niepołomice. 24 czerwca 2024 został zawodnikiem Bruk-Betu Termaliki Nieciecza.